# Allar Levandi
Allar Levandi, vorher Allar Antiwitsch Lewandi (russisch Аллар Антивич Леванди; * 28. Dezember 1965 in Tallinn) ist ein ehemaliger estnischer Nordischer Kombinierer.

## Werdegang
Die größten Erfolge seiner aktiven Laufbahn konnte er Ende der 1980er und Anfang der 1990er Jahre feiern, als er noch für die Sowjetunion startete. Nach ihrem Zerfall startete er schließlich für Estland.
Levandi nahm an drei Olympischen Winterspielen teil, 1988 für die Sowjetunion, 1992 und 1994 für Estland. Bei den
Olympischen Winterspielen 1988 gelang ihm mit dem dritten Platz im Einzelrennen der größte Erfolg seiner Laufbahn. Ein Jahr zuvor hatte er bereits zusammen mit Sergei Tscherwjakow und Andrei Dundukow den dritten Platz im 3 × 10-km-Teamwettbewerb bei den Nordischen Skiweltmeisterschaften 1987 in Oberstdorf belegt. Bei den Olympischen Winterspielen 1994 verfehlte er zusammen mit Ago Markvardt und Magnar Freimuth im Mannschaftswettbewerb knapp eine olympische Medaille. Die estnische Mannschaft belegte Rang vier.
Im Weltcup der Nordischen Kombination wurde Levandi mit vier zweiten und drei dritten Plätzen in der Saison 1989/90 Zweiter der Gesamtwertung. Ein Weltcupsieg gelang ihm jedoch während seiner ganzen Laufbahn nicht. Nach dem Zusammenfall der Sowjetunion konnte er zunächst nicht an seine früheren Erfolge anknüpfen. In der Weltcupsaison 1992/93 konnte er jedoch noch einmal in die Weltspitze zurückkehren, als er Fünfter der Gesamtwertung wurde. Mit seinem zweiten Platz in Courchevel holte er zudem den ersten Podestplatz für Estland. In der Saison 1993/94 wurde er noch einmal Zehnter in der Gesamtwertung, konnte jedoch keinen weiteren Podestplatz mehr erringen.
Allar Levandi ist mit der ehemaligen sowjetischen Eiskunstläuferin Anna Kondraschowa verheiratet. Ihr gemeinsamer Sohn Arlet Levandi ist inzwischen ebenfalls Eiskunstläufer.

## Erfolge

### Weltcup-Statistik
Die Tabelle zeigt die erreichten Platzierungen im Einzelnen.
- Platz 1.–3.: Anzahl der Podiumsplatzierungen
- Top 10: Anzahl der Platzierungen unter den ersten zehn
- Punkteränge: Anzahl der Platzierungen innerhalb der Punkteränge
- Starts: Anzahl gelaufener Rennen in der jeweiligen Disziplin

| Platzierung         | Einzel a | Sprint | Massenstart | Team   | Team    | Gesamt |
| Platzierung         | Einzel a | Sprint | Massenstart | Sprint | Staffel | Gesamt |
| ------------------- | -------- | ------ | ----------- | ------ | ------- | ------ |
| 1. Platz            |          |        |             |        |         |        |
| 2. Platz            | 6        |        |             |        |         | 6      |
| 3. Platz            | 5        |        |             |        |         | 5      |
| Top 10              | 36       |        |             |        |         | 36     |
| Punkteränge         | 45       |        |             |        |         | 45     |
| Starts              | 45       |        |             |        |         | 45     |
| Stand: Karriereende |          |        |             |        |         |        |